# Vidkobben
Vidkobben är en ö i Finland. Den ligger i Skärgårdshavet och i kommunen Pargas i den ekonomiska regionen  Åboland i landskapet Egentliga Finland, i den sydvästra delen av landet. Ön ligger omkring 69 kilometer sydväst om Åbo och omkring 190 kilometer väster om Helsingfors. Vidkobben ligger 6 meter över havet.
Öns area är 2,3 hektar och dess största längd är 210 meter i sydöst-nordvästlig riktning. Det finns inga samhällen i närheten.